# Jan Wouters
Jan Wouters (Utrecht, 1960. július 17. –) holland válogatott labdarúgó, edző.
1981 és 1994 között 70 alkalommal szerepelt a holland válogatottban és négy gólt szerzett